# 高荷

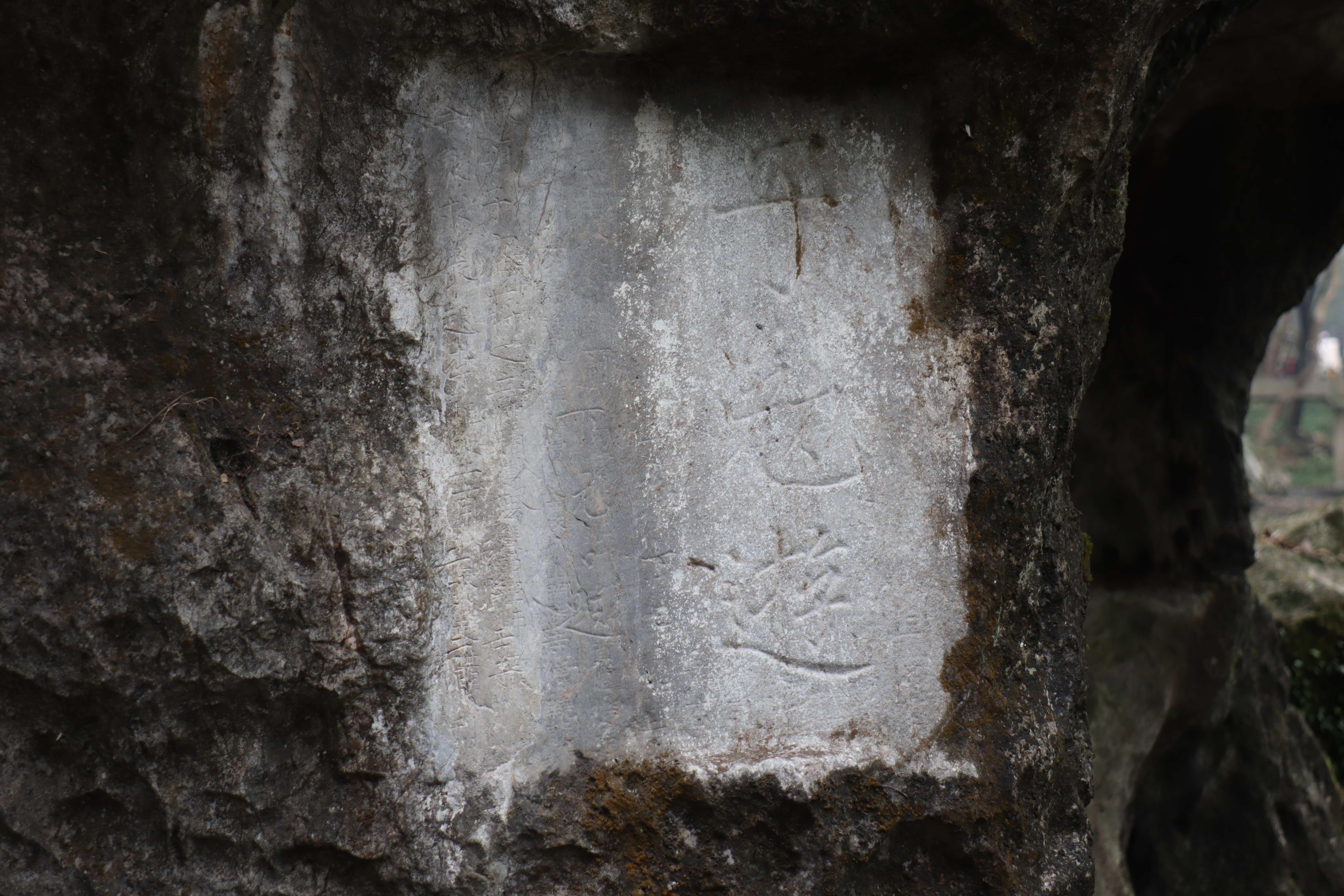
高荷于飛來峰龍泓洞外右側的題名：子勉遊。子勉即高荷的字。

高荷（?—?），字子勉，自號還還先生。荊南人。江西詩派人物。
元祐時期太學生，官至蘭州通判。黃山谷說他作詩“以老杜為標準，用一事如軍中之令，置一字如關門之鍵，而充之以博學，行之以溫恭，蓋天下士也。”“使之凌厲中州，恐不減晁、張”。作品多散佚，《宋文鑑》、《瀛奎律髓》等輯得詩四首及少量斷句。